# Sukai Bojang
Sukai Mbye Bojang (geboren als Sukai Mbye am 8. März 1955 in Bathurst, heute Banjul) ist eine gambische Schriftstellerin.

## Leben
Bojang schloss im Juli 1979 ein Bachelorstudium in Geschichte und Politikwissenschaften an der University of Sierra Leone ab. Außerdem studierte sie Kommunikation an der De Montfort University in Leicester (Großbritannien), das sie 2009 abschloss.
Sie arbeitete von 1979 bis 1985 für das Gambia News Bulletin und im Anschluss bis 1988 für das Büro des Präsidenten. Anschließend war sie bis 2001 in verschiedenen gambischen Ministerien angestellt.
Von März 2001 bis Februar 2012 war sie Generalsekretärin der gambischen UNESCO-Kommission (The Gambia National Commission for UNESCO, NATCOM).
Bojang verfasste gemeinsam mit ihrem Ehemann Dembo Fanta Bojang mehrere Reihen von Schulbüchern in Englisch, Mathematik und Gesellschaftslehre (Social & Environmental Studies), die im gambischen Schulwesen eingesetzt werden. Außerdem veröffentlichte sie zwei Bände gambischer Erzählungen gemeinsam mit ihrem Ehemann sowie zwei weitere Bände als alleinige Autorin.
Bojang war von 2012 bis 2013 Präsidentin der Writers’ Association of The Gambia und von 2013 bis 2016 Präsidentin der Verwertungsgesellschaft Collecting Society of The Gambia.

## Veröffentlichungen
- English for The Gambia. (Books 1–3, 2006–2008).
- Social & Environmental Studies (Books 6–9, 1987–2008).
- Mathematics for The Gambia (Books 1–9, 1987–2010).
- Folk Tales and Fables from The Gambia (Volumes 1–4, 2011–2013).